# Agus Padilla
Agustina Padilla Fernández (Montevideo, 10 de diciembre de 2001), conocida simplemente como Agus Padilla, es una cantante y compositora uruguaya.

## Biografía
Nació y se crio en el barrio Brazo Oriental de Montevideo, la capital de Uruguay, junto a sus padres, abuelos y su hermana menor.  
Desde pequeña estuvo interesada en la música, por lo que comenzó su carrera subiendo covers a la temprana edad de 12 años a la plataforma de Facebook. En el 2014 creó su canal de Youtube, donde más tarde comenzaría a compartir su música allí.

## Carrera

### Inicios
En febrero de 2017 lanza su primer sencillo titulado «Ni tu amiga ni tu amante», junto con su videoclip, donde gana reconocimiento y popularidad. En ese año fue elegida para ser la telonera de un concierto de Daddy Yankee en el Uruguay.
En junio y agosto del mismo año saca dos nuevos sencillos titulados «Tu boca» (junto a su videoclip grabado en Buenos Aires, Argentina), y «Mala». Padilla finalizó su primer año con el sencillo «No me busques», el cual alcanzó el millón de reproducciones en un mes.

### «Me llama todavía» y éxito musical (2018-2019)
En enero del 2018 participó del festival Calibash en Las Vegas, uno de los más populares de la música latina. Allí compartió escenario con Ricky Martin, Jennifer López, Maluma, Ozuna y Bad Bunny. Más tarde colaboró en la canción «Me llama todavía» junto a Super Yei, Gotay y otros, este tema superó las 200 millones de visitas en YouTube e incrementó la popularidad de Padilla. A mediados del mismo año lanzó su primera colaboración junto con el argentino Ecko, titulada «Control». Dos meses después saca su nuevo sencillo «Tan bien», junto al rapero Lit Killah. Fue también telonera de un concierto de Bad Bunny en el Teatro de verano.
A inicios del 2019 firma con la compañía discográfica Warner Music Group. Al mismo tiempo lanza «Papi» junto al cantante argentino Papichamp. En noviembre graba en Buenos Aires el videoclip de la canción urbana «Se prendió».

### Colaboraciones internacionales y sencillos (2020-presente)
En el 2020 lanza tres sencillos: la balada «Por ti» en el día de los enamorados, y las canciones de reguetón «Me porto mal» y «Oh na na», la primera en colaboración con el uruguayo Pekeño 77. Por dicha colaboración, fueron galardonados por los Premios Graffiti en la categoría «Mejor single pop del año».
Tras un año sin subir música, en julio del 2021 vuelve con «Amor de dos», junto al rapero puertorriqueño Darkiel. A finales de ese mismo año lanzó «Te pienso» con Franux BB
En septiembre de 2022 lanzó «Me tienta» junto a Estani. En noviembre siguió con los sencillos, esta vez protagonizando el tema «Sin Ti» junto a Lauta y Migrantes.

## Otros trabajos
En el año 2013, con tan solo 12 años, debutó en televisión como participante en la versión uruguaya del programa Pequeños gigantes emitido por Teledoce.
En el año 2021 formó parte de la segunda temporada del reality MasterChef Celebrity Uruguay, emitido por Canal 10. Culminó en el puesto número 10 en la fase individual de la competencia.

## Filmografía

### Televisión
| Año  | Programa                           | Rol          | Notas           |
| ---- | ---------------------------------- | ------------ | --------------- |
| 2013 | Pequeños gigantes                  | Participante |                 |
| 2021 | MasterChef Celebrity (temporada 2) | Participante | 14.ta Eliminada |
| 2023 | ¿Quién es la máscara?(temporada 2) | Participante | Subcampeona     |

## Discografía

### Sencillos
Como artista principal
| Año  | Título                            | Posicionamiento en listas | Posicionamiento en listas | Álbum              |
| Año  | Título                            | ARG                       | URU                       | Álbum              |
| ---- | --------------------------------- | ------------------------- | ------------------------- | ------------------ |
| 2017 | «Ni tu amiga ni tu amante»        | —                         | 6                         | Sencillo sin álbum |
| 2017 | «Tu boca»                         | —                         | 13                        | Sencillo sin álbum |
| 2017 | «Mala»                            | —                         | 14                        | Sencillo sin álbum |
| 2017 | «No me busques»                   | —                         | —                         | Sencillo sin álbum |
| 2018 | «Control» (con Ecko)              | 43                        | 2                         | Sencillo sin álbum |
| 2019 | «Papi» (con Papichamp)            | —                         | 6                         | Sencillo sin álbum |
| 2019 | «Se prendió»                      | 89                        | 6                         | Sencillo sin álbum |
| 2020 | «Por ti»                          | —                         | —                         | Sencillo sin álbum |
| 2020 | «Me porto mal» (con Pekeño 77)    | —                         | —                         | Sencillo sin álbum |
| 2020 | «Oh na na»                        | —                         | —                         | Sencillo sin álbum |
| 2021 | «Amor de dos» (con Darkiel)       | —                         | 11                        | Sencillo sin álbum |
| 2021 | «Te pienso» (con Franux BB)       | —                         | —                         | Sencillo sin álbum |
| 2022 | «Infieles»                        | —                         | 12                        | Sencillo sin álbum |
| 2022 | «Salgo fresh»                     | —                         | —                         | Sencillo sin álbum |
| 2022 | «Me Tienta» (con Estani)          | —                         | —                         | Sencillo sin álbum |
| 2022 | «Sin Ti» (con Migrantes y LAUTA)  | —                         | —                         | Sencillo sin álbum |
| 2023 | «En la Disco» (con El Osito Wito) | —                         | —                         |                    |
| 2023 | «Perreoski» (con Mesita)          | —                         | —                         |                    |

Como artista invitada
| Año  | Título                                    | Posicionamiento en listas | Álbum              |
| Año  | Título                                    | ARG                       | Álbum              |
| ---- | ----------------------------------------- | ------------------------- | ------------------ |
| 2018 | «Me llama todavía» (con Super Yei y Towy) | —                         | Euphoria           |
| 2018 | «Tan bien» (con Lit Killah)               | 22                        | Sencillo sin álbum |
| 2021 | «Pegaíta» (con Mesita)                    | —                         | Sencillo sin álbum |
| 2022 | «Movimiento #1» (con Emir Abdul Gani)     | —                         | Sencillo sin álbum |